# Renée Reichenbach
Renée Reichenbach (* 7. Februar 1956 in Jena) ist eine deutsche Künstlerin und Keramikerin.

## Leben und Wirken
Renée Reichenbach absolvierte nach ihrem Abitur ein Praktikum im Töpferhof Römhild. Danach studierte sie in Halle (Saale) an der Kunsthochschule Burg Giebichenstein von 1975 bis 1980 bei Gertraud Möhwald und Martin Wetzel. Sie schloss ihr Studium mit dem Diplom ab. Es folgte eine zweijährige Aspirantur. Seit 1982 arbeitet sie freischaffend in Halle. Sie ist verheiratet mit dem Bildhauer Christoph Reichenbach, mit dem sie zwei Kinder hat.
Renée Reichenbach wurde sehr häufig zu Symposien und Workshops eingeladen, unter anderem in Deutschland, in der Tschechischen Republik und in Mazedonien. 1990 nahm sie am 6. Internationalen Keramiksymposium in Römhild teil. Vom Land Sachsen-Anhalt erhielt sie 1993 und 2008 ein Arbeitsstipendium. 1995 lehrte sie mit einer Gastprofessur an der FH Koblenz, am Institut für Künstlerische Keramik in Höhr-Grenzhausen. Nach 1998 leitete sie einen Workshop in Pontevedra (Spanien). Renée Reichenbach organisierte selbst in Halle das 2. und 4. Keramiksymposium 2001 und 2006.
Höhepunkt in ihrer bisherigen künstlerischen Tätigkeit war 1999 die Aufnahme in die International Academy of Ceramics in Genf.
Seit 2006 ist sie Mitglied der Gruppe 83.
2008 wurde sie nach Seto (Japan) zum „Seto International Ceramic & Glass Art Exchange Program“ eingeladen.
Ihre Arbeit charakterisierte die Kunsthistorikerin Kristina Bake:

„Kontinuität und Konsequenz kennzeichnen den Entstehungsprozess dieser Objekte ebenso wie Spontaneität und Freude an den Eigenheiten des Materials. Unerbittliche Selbstkritik, begleitet von seltener Sensibilität, ist ein besonderes Charakteristikum Renee Reichenbachs. Ihr Werk ist Ausdruck einer ungewöhnlichen künstlerischen Souveränität und Glaubwürdigkeit, die sich nicht von den immer rascher wechselnden Tendenzen des Kunstmarktes beirren lassen. Aus dieser Eigensinnigkeit der Künstlerin resultiert letztlich das Geheimnis der eleganten Einzigartigkeit ihrer Arbeiten.“

## Preise und Stipendien
Neben den schon erwähnten Einladungen zu Workshops und Arbeitsstipendien erhielt sie:
- 1990 Arbeitsstipendium des Kulturfonds der DDR
- 1997 Bitterfelder Kunstpreis
- 2003 Stipendium der Peter–Siemsen–Stiftung zur Förderung der keramischen Kunst
- 2010 Kunstpreis des Halleschen Kunstvereins

## Museen und öffentlichen Sammlungen mit Werken Renée Reichenbachs
- Bechyné, (Tschech. Republik), Alsovájihocesca Galeria
- Berlin, Keramik-Museum Berlin
- Berlin, Staatliche Kunstsammlungen, Kunstgewerbemuseum Berlin
- Coburg, Sammlungen der Veste Coburg
- Deidesheim, Stiftung Lotte Reimers
- Frechen, Keramion
- Halle/Saale, Stiftung Moritzburg
- Hamburg, Museum für Kunst und Gewerbe
- Höhr-Grenzhausen, Keramikmuseum Westerwald – Deutsche Sammlung für Historische und Zeitgenössische Keramik
- Karlsruhe, Badisches Landesmuseum
- Land Sachsen-Anhalt, Kultusministerium
- Landshut, Staatliche Fachschule für Keramikgestaltung
- Leipzig, Grassi Museum für Angewandte Kunst
- Magdeburg, Kunstmuseum Kloster Unser Lieben Frauen
- Museen der Stadt Landshut, Sammlung Rudolf Strasser
- Philadelphia, (USA), Sammlung Helen Drutt
- Resen, Republic of Macedonia, Ceramics Colony
- Römhild, Schloss Glücksburg
- Seto–City, Japan, Seto City Art Museum
- Stuttgart, Landesmuseum Württemberg

## Ausstellungen

### Einzelausstellungen
- 1995 Frechen, Galerie im Keramion
- 1997 Höhr-Grenzhausen, Keramikmuseum Westerwald – Deutsche Sammlung für Historische und Zeitgenössische Keramik
- 1998 Deventer / NL, Galerie Loes & Reinier
- 1999 München, Galerie b15
- 2004 Mönchengladbach, Galerie Barthels
- 2006 Berlin, Galerie Theis
- 2008 Seto / Japan, Seto City Art Museum
- 2008 Kloster Bentlage / Dormitorium

### Teilnahme an Ausstellungen in der Zeit der DDR (unvollständig)
- 1982: München („Exempla – Jugend gestaltet“)
- 1982/1983 und 1987/1988: Dresden, IX. und X. Kunstausstellung der DDR
- 1983: Magdeburg, Museum Kloster Unser Lieben Frauen („Keramik in der DDR“)
- 1984: Berlin, Neue Berliner Galerie im Alten Museum („Junge Künstler der DDR“)
- 1984: Vallauris („Biennale Internationale de Céramique Contemporaine“)

Dazu kommen seit der deutschen Wiedervereinigung viele weitere Ausstellungsbeteiligungen (Auswahl):
1994 in Taipeh, Taiwan bei der „International Exhibition of Ceramics“; 1996 in Frechen / Keramion, „Bewegung, Europäische Keramik“; 2000 in
Tokyo / Japan, The Museum of Modern Art „Deutsche Keramik 1900–2000“; 2002/2003 Valencia, Museo Nacional de Ceramica, „2 culturas, un diálogo / 2 Kulturen, ein Dialog”; Taipei/Taiwan, Taipei County Yingko Ceramics Museum, “The art of teapots, 2006 Chicago/USA, SOFA, „European Ceramic Context (EEC) 2010“ Bornholms Kunstmuseum, Gudhjem/Dänemark.